# Gløymdehorten
Gløymdehorten är en kulle i Antarktis. Den ligger i Östantarktis. Norge gör anspråk på området. Toppen på Gløymdehorten är 2 980 meter över havet.
Terrängen runt Gløymdehorten är huvudsakligen platt, men norrut är den kuperad.  Trakten är obefolkad. Det finns inga samhällen i närheten.